# Guerra e armamento da Antiguidade
As Guerras antigas foram as guerras conduzidas do início da história documentada ao final da idade antiga. Na Europa, o fim da antiguidade muitas vezes é tido com a queda de Roma em 476 d.C.. Na China, também pode ser visto como terminando antes do quinto século, com o papel crescente de guerreiros montados que tinham de contrariar a ameaça sempre crescente do norte.

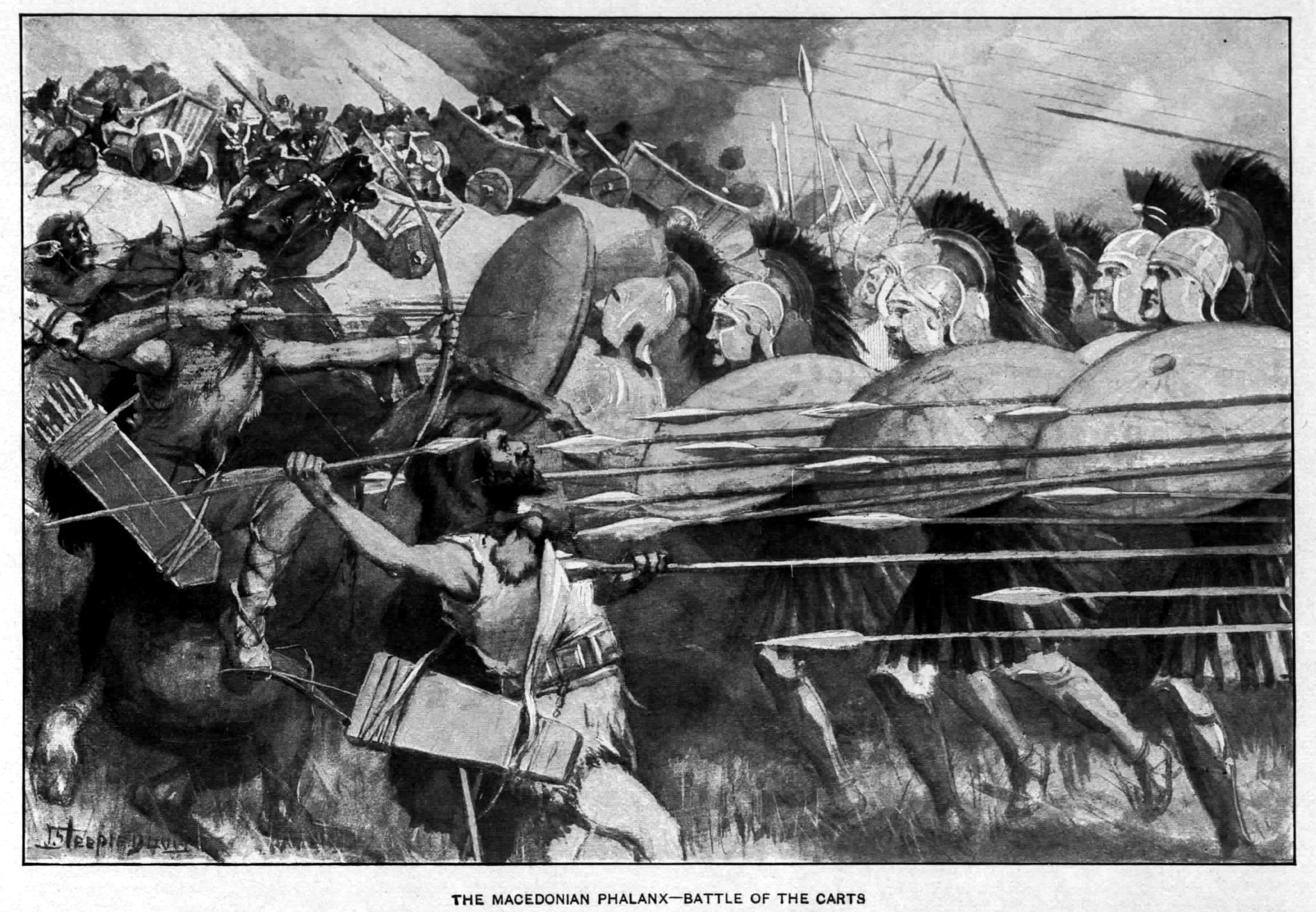
Falange macedônica durante uma batalha no Cartago.

A diferença entre a guerra pré-histórica e antiga é a tecnologia e a organização. O desenvolvimento de primeiras cidades soberanas, e logo impérios, permitia modificar-se dramaticamente a guerra.
Esses novos exércitos puderam ajudar estados a crescer e ficaram cada vez mais centralizados, fazendo surgir o primeiro império, o dos Sumérios, formado na Mesopotâmia. Os exércitos antigos continuaram usando arcos e lanças, as mesmas armas que tinham sido desenvolvidas em tempos pré-históricos e usados na caça. Os primeiros exércitos no Egito e na China seguiram um modelo semelhante de usar a infantaria reunida armada com arcos e lanças.

## Bigas

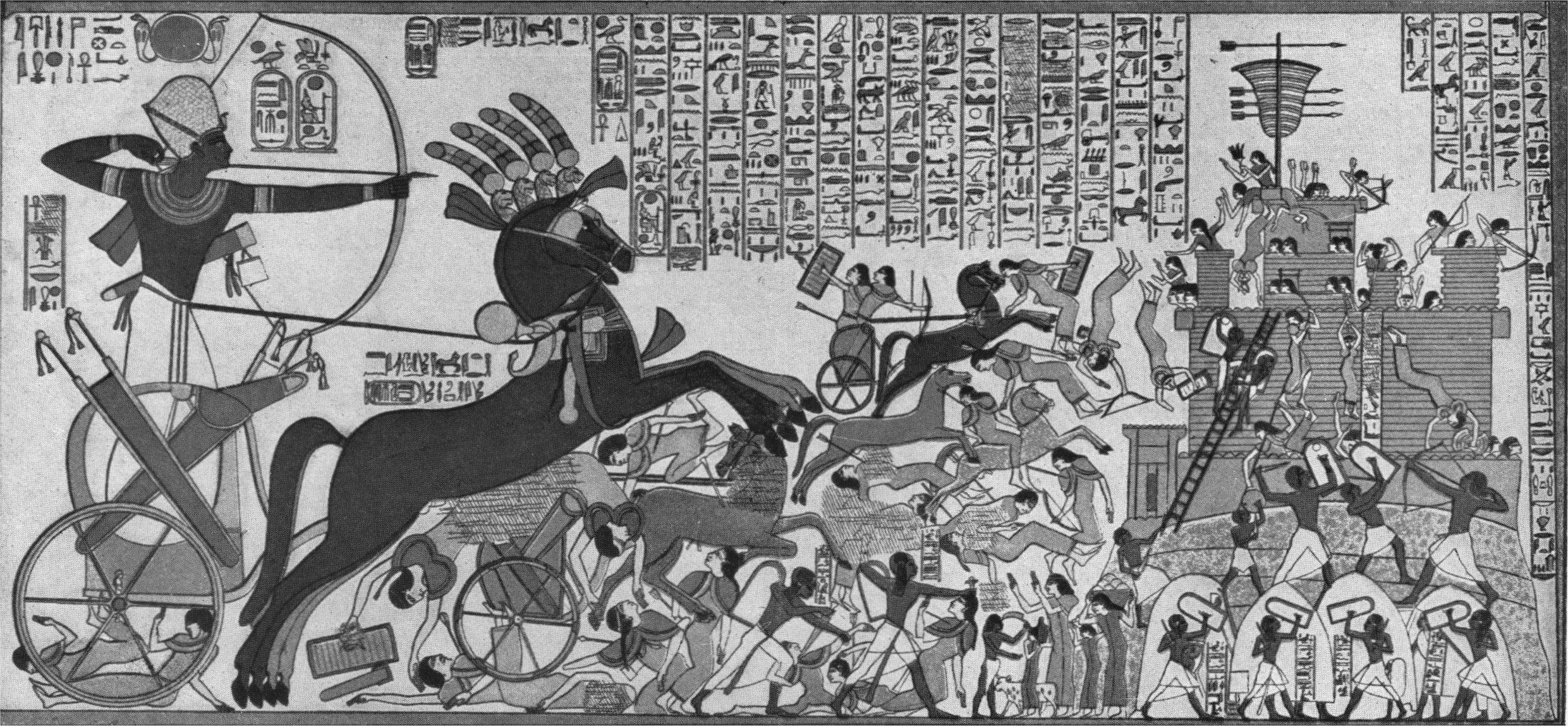
Ramessés II em sua biga no cerco de Dapur

Como os estados cresceram, a velocidade do movimento ficou crucial porque o poder central não pode manter se as rebeliões não forem suprimidas rapidamente. A primeira solução para isto foi a Biga que se originou no Oriente Médio no ano 2000 a.C.. Primeiro puxado por bois e burros, eles permitiriam atravessar rápido das terras relativamente planas do Oriente Médio. As bigas eram muito leves, de modo que elas podiam facilmente flutuar através de rios. A procriação de cavalos mais poderosos logo permitiu que eles fossem usados para puxar bigas, e a sua maior velocidade feita pelas bigas mesmo mais eficientes.
O poder da biga como um dispositivo ambo para transporte e para a batalha ficou como a arma central dos povos do Oriente. A biga típica era trabalhada por dois homens: um arqueiro que atacava os inimigos, enquanto o outro controlaria o veículo. Dentro de algum tempo, as bigas que transportam até cinco guerreiros foram desenvolvidas. A eficácia desses transportes está ainda um tanto na dúvida. Na China, as bigas foram a arma central da dinastia Shang, permitindo-os unificar uma grande área.
Embora as bigas tenham sido nada em comparação com tanques dos nossos dias no papel eles tiraram proveito do campo de batalha, isto é, ataques de choque, a vantagem principal da biga foi a mobilidade tática que elas forneceram aos arqueiros. Como justamente a infantaria em formação foi a escolha, para os generais antigos para manter a ordem e o controle durante a batalha bem como para a proteção mútua, uma força de bigas poderiam ficar de lado em variedade longa e flechas abaixo. Por causa da sua velocidade, qualquer tentativa de cobrar as bigas pode ser facilmente evadida. Se, de outro lado, uma unidade de infantaria se espalha para minimizar o dano de flechas, eles perderiam o benefício da proteção mútua e os cocheiros podem atravessá-los correndo facilmente.

## Infantaria

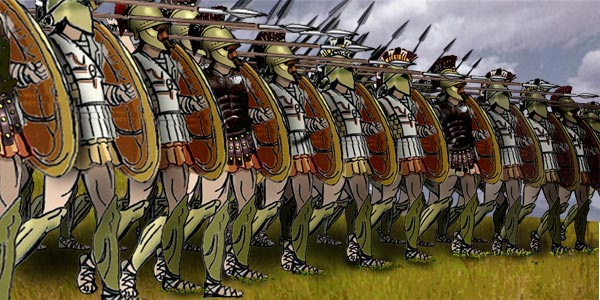
Falange grega.

As bigas foram muito úteis no terreno áspero da maior parte da costa do norte do Mediterrâneo, na Armênia, Anatólia, Grécia, e Itália. Os Gregos assim foram conseguindo confiar em táticas de infantaria. Diferentemente do Egito isolado, a Grécia foi freqüentemente ameaçada por forças externas. O terreno áspero também fez a unidade improvavelmente, levando a conflitos locais constantes entre cidades soberanas. Neste ambiente de alta pressão, os braços de infantaria e as táticas desenvolveram-se rapidamente. A forma de falange foi criada, no qual uma parede sólida de homens pode causar mais  do que como indivíduos. Os Gregos usaram lanças mais longas que tinha sido visto antes e usaram mais armaduras do que outros. Quando confrontado com as táticas de infantaria numerosas dos persas nas Guerras Greco-Persas, os Gregos emergiram vitoriosos apesar de serem menos numerosos. Contudo, quando os Romanos confrontaram os Macedônicos a flexibilidade tática dos Legionários Romanos permitiu flanquear e derrotar a tradicional formação de Falange. A Falange tinha dominado a guerra grega mas foi enfim demasiado inflexível para derrotar um oponente mais móvel. No Oriente Médio, que então foi dominado pelo Império Aquemênida, as bigas tinham-se desbotado da importância. A evolução do cavalo tinha continuado e eles foram bastante fortes agora para transportar facilmente um homem totalmente armado. Assim os arqueiros de biga foram substituídos por arqueiros aumentados por cavalo e lanceiros.
Este desenvolvimento comprovou uma desvantagem severa de pessoas das planícies ajustadas. Em um conflito de infantes puros, a maior mão-de-obra das regiões agrícolas prevaleceria. A infraestrutura e o treinamento da guerra com a biga foi também só disponível nas cidades. Os guerreiros montados solitários foram muito mais em casa na região de estepe do que os agrícolas. Uma vez que os novos cavalos mais fortes, e as tecnologias como a sela ficaram comuns, eles foram rapidamente adotados pelos nômades que vivem em áreas onde a agricultura foi impossível mas uma boa vida pode ser feita pelo levantamento nômade do gado. Esses nômades passariam a maior parte das suas vidas a cavalo e foram até aqui mais eficazes na utilização dos animais na guerra. Durante muitos séculos, os estados na Europa, o Oriente Médio, a China, e a Ásia do Sul foram ameaçados por ginetes das estepes Euroasianas.

## Cavalaria
Antes do século IV a.C., os Macedônicos no comando de Felipe II da Macedônia e seu filho Alexandre, o Grande os guerreiros carregados por grandes cavalos com sucesso integrados a infantaria grega tradicional, criando uma força militar de poder incomparável. Depois de conquistar a Grécia do Sul, Alexandre virou a sua atenção ao poderoso Império Aquemênida.
Neste ponto os persas tinham abandonado basicamente a biga, embora elas estivessem presentes na batalha de Gaugamela em 331 a.C.. Embora ele permanecesse o veículo cerimonial do imperador, o seu exército foi uma mistura de infantaria e cavalaria, bem como um pouco mais forças exóticas como elefantes de guerra. Contudo, Alexandre resultou capaz de flanquear constantemente o seu oponente, e o exército persa foi derrotado em uma série de três batalhas.
Na China, os impérios do vale eram cada vez mais ameaçados pelos povos do norte do Mongólia, e da Ásia Central. Para salvar as suas monarquias, os soberanos chineses fizeram o uso extenso da sua superioridade na organização e a mão-de-obra, a mais notável na tarefa maciça de erigir a Grande Muralha da China, especificamente projetou bloquear forças de cavalaria. A parede não foi o bastante, contudo, e conseguiu-se que os soberanos chineses integrassem unidades de cavalaria nos seus exércitos, pela maior parte recrutados dos mesmos bárbaros do norte contra os que eles tentavam salvar.
Embora na maior parte de Eurasia fazia mistura de cavalaria e infantaria, na Europa e a África Norte que um método muito diferente da guerra desenvolvia. A região do Mediterrâneo é contornada por montanhas, que fazem até cavalos difíceis de usar. Além disso, a infantaria é sempre muito mais fácil transportar para a frente por via marítima, portanto qualquer sociedade que pode desenvolver a infantaria capaz de combinar com uma força de cavalaria pode dominar a região.
Isto foi desenvolvido na cidade de Roma, que logo começou uma expansão sem precedente em todas as partes do Mediterrâneo. Os exércitos romanos tiveram um pouco caminho da tecnologia que foi nova; eles foram prósperos por organização intensiva e treinamento. Os exércitos romanos ficaram uma força profissional de homens que foram cometidos para a vida e quem, pela sua disciplina, habilidade, as fortificações, e os números absolutos, podem derrotar qualquer outra força na região. Para resolver o problema da velocidade lenta de infantaria, eles ligaram o seu império por uma rede de caminhos de alta qualidade e bem mantidos que levaram em conta o movimento rápido de forças consideráveis. A cavalaria só foi usada como observadores ou auxiliares.
Contudo, o êxito dos Romanos dependeu de uma organização extensa à estrutura do seu império. Uma vez que isto começou a esfiapar, o exército também logo começou a cair. As cavalarias dos estepes não tinham deixado de avançar, também, como os cavalos ficaram mais fortes, os arcos foram o equipamento mais mortal, e que monta mais eficaz. Ao século IV a cavalaria avançada rapidamente começou a assumir da infantaria pesada como esta no exército romano, a transição longa da infantaria à cavalaria foi até lá bem encaminhado, ao ponto foi a infantaria que apoiava a cavalaria não a cavalaria que apoia a infantaria como tinha estado durante séculos.

## Guerra naval

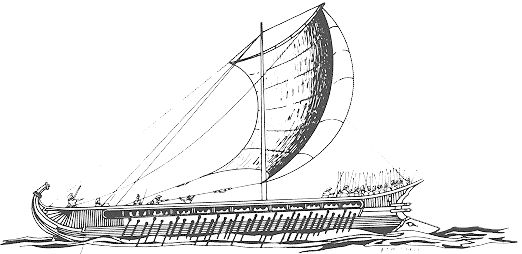
Trirreme grega.

O primeiro calendário registrou que a primeira batalha naval ocorreu aproximadamente 1210 a.C.: Supiluliuma II, o rei do hititas, derrotou uma frota do Chipre, e queimou os seus barcos no mar.
As Guerras Persas foram primeiras em apresentar operações navais amplas: não compromissos de frota somente sofisticados com dúzias de trirremes em cada lado, mais as operações terrestres combinadas. Os barcos no mundo antigo podem funcionar só nas águas relativamente tranquilas de mares e rios; os oceanos serviram de limitação. Com apenas armas limitadas, a guerra naval foi lutada em uma maneira semelhante para a guerra, os partidos que embarcam faziam a maior parte da luta.
As Guerras Púnicas levaram à inovação nos altos mares. Roma anteriormente tinha tocado apenas a guerra naval, que é só preocupada com a península italiana, enquanto o Cartago foi uma civilização comerciante, e assim tinha desenvolvido uma grande frota. Só examinando os barcos naufragados do Cartago fez os Romanos construírem uma marinha eficaz. Além disso, eles desenvolveram um instrumento chamado de corvo que foi um modo de deixar uma prancha para desembarque para um barco inimigo, isto deu aos Romanos uma vantagem enorme como a sua superioridade em quartos fechados de combate pode entrar no jogo como os legionários invadiriam os barcos do Cartago e mataram as tripulações inteiras.

## Táticas e armamento

### Táticas
As táticas eficazes variaram muito, dependendo de:
1. O tamanho da força que o general enviava;
2. O tamanho da força oposta;
3. A habilidade da força que o general enviava;
4. A habilidade da força oposta;
5. Os tipos de soldados da força que o general enviava;
6. Os tipos de soldados da força oposta;
7. A posição das unidades militares que o general enviava;
8. A posição das unidades militares na força oposta;
9. O terreno aplicado;
10. O tempo.

Muitas vezes, se um general soubesse que ele teve uma vantagem de força esmagadora, ele tentaria atacar a frente do inimigo com a sua infantaria à frente de sua cavalaria, ou flanqueava. Esta manobra seria feita depois que os arqueiros e o equipamento de cerco (que foram guardados seguramente atrás da infantaria) tinham disparado várias descargas de flechas ou seixos rolados na oposição. Depois que essas descargas tinham amolecido em cima do inimigo, a infantaria então promoveria e cobraria a linha dianteira oposta. Quando a infantaria os tinha empregado e a sua atenção foi enfocada nos seus atacantes de infantaria, a cavalaria então flanquearia indo direito ao ataque até que o inimigo recuasse.
No caso que a vantagem do general foi mais leve, ele poderia tentar derrotar o inimigo, como as tropas fugitivas são muito menos organizadas e mais fáceis de matar do que as tropas firmes. Isto pode ser realizado atacando as tropas débeis do inimigo com a infantaria forte, matando muitos deles, e assim causando-os a derrota. Uma vez que uma unidade vê outra unidade derrota-la, é muito mais fácil fugir em pânico. Uma realização maior deveria quebrar a vontade do próprio general inimigo, (ou matá-lo) obrigar ele e o seu guarda-costas para fugir, abandonando o seu exército. Esta tática tenta usar o efeito de dominó, resultando na força oposta inteira que abandona o campo da batalha. Uma vez que a força oposta inteira tinha sido derrotada, foi bastante comum usar a cavalaria para destruir a força de encaminhamento enquanto possível, enfraquecendo o inimigo.

### Armamento
As armas antigas incluíram o arco e flecha; poliarmas como a lança, foice e pilos; armas corpo a corpo como espadas, lanças, porretes, machados, e facas. As catapultas e as aríetes foram usados durante os cercos.

### Cerco

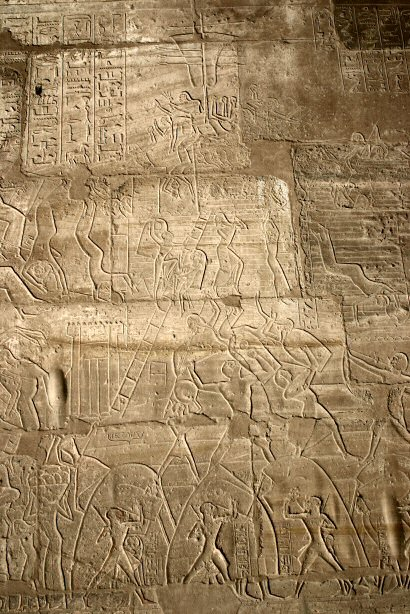
O cerco egípcio de Dapur, Ramesseum, Tebas.

As muralhas e as fortificações foram essenciais para a defesa das primeiras cidades no Oriente. As muralhas foram construídas por tijolos de lama, pedra, madeira ou uma combinação desses materiais dependendo da disponibilidade local. As primeiras representações do cerco são datadas ao Período protodinástico do Egito, 3000 a.C., enquanto o primeiro equipamento de cerco é conhecido de paredes de túmulos egípcios do século XXIV a.C.. mostrando escadas de mão de cerco com rodas. as paredes de palácios assírios dos séculos IX e VII a.C. expõem cercos de várias de cidades orientais. Embora um simples aríete tivesse entrado em uso no milênio prévio, os assírios melhoraram o cerco. A prática do cerco deveu contudo pôr o cerco e esperar pela rendição dos inimigos no interior. Devido ao problema da logística, os cercos muito tempo duradouros que implicam tudo menos uma força menor podem ser raramente mantidos.

## Guerras importantes da Antiguidade
- Guerras Greco-persas

As Guerras Greco-persas foram uma série de conflitos entre o mundo grego e o Império Aquemênida que começou aproximadamente 500 a.C e durou até 448 a.C..
- Guerra do Peloponeso

A Guerra do Peloponeso foi começada em 431 a.C. entre o Império Ateniense e a Liga do Peloponeso que incluiu a Esparta e Corinto. A guerra foi documentada por Tucídides, um general Ateniense, no seu trabalho a História da Guerra do Peloponeso. A guerra durou 27 anos, com uma breve trégua ao meio.
- Guerras Púnicas

As Guerras Púnicas foram uma série de três guerras lutadas entre Roma e a cidade do Cartago (um descendente fenício). Elas são conhecidos como as Guerras "Púnicas" porque o nome romano para Cartago era Púnica.
1. A Primeira Guerra Púnica foi principalmente uma guerra naval travada entre 264 a.C e 241 a.C..
2. A Segunda Guerra Púnica é famosa por causa da travessia dos Alpes por Aníbal e foi travada entre 218 a.C e 202 a.C..
3. A Terceira Guerra Púnica resultou na destruição do Cartago e foi travada entre 149 a.C e 146 a.C..

- Guerras romano-persas

As Guerras romano-persas foram uma série de conflitos entre o Império Romano e estados iranianos que começou entre a República Romana e Pártia em 92 a.C. e durou até o Império Romano Oriental e a Dinastia Sassânida em 627 d.C.. Esta série de conflitos foi a guerra mais longa entre duas entidades em toda da história, até que ela conseqüentemente terminasse com as conquistas muçulmanas no século VII.

## Batalhas importantes da Antiguidade
- Batalha de Megido
- Batalha dos Dez Reis
- Batalha de Kadesh
- Batalha de Muye
- Batalha de Ptéria
- Batalha de Timbra
- Batalha de Maratona
- Batalha de Salamina
- Batalha de Mícale
- Batalha das Termópilas
- Batalha de Isso
- Batalha de Gaugamela
- Batalha do Portão Persa
- Batalha de Hidaspes
- Cerco de Sagunto
- Batalha de Ticino
- Batalha de Trébia
- Batalha do lago Trasimeno
- Batalha de Jingxing
- Batalha do Rio Wei
- Batalha de Canas
- Batalha de Gaixia
- Batalha de Carras
- Batalha de Farsalos
- Batalha de Áccio
- Batalha da Floresta de Teutoburgo
- Batalha dos Penhasco Vermelhos
- Batalha de Edessa
- Batalha de Adrianópolis
- Batalha do Rio Fei
- Batalha dos Campos Cataláunicos
- Saque de Roma (410)

## Unidades Militares
- Infantaria
  - Arqueiros
  - Fundeiros
  - Peltaste
  - Hoplita
  - Imortais persas
  - Falange
  - Legião romana
    - Legionário
    - Centurião
- Cavalaria
  - Catafractário
  - Clibanários
  - Arqueiro a cavalo
  - Biga
  - Elefante de guerra
- Artilharia e Armas de Cerco
  - Catapulta
  - Onagro
  - Balista
  - Torre de cerco
  - Helepolis
  - Aríete